# José Martínez Berasain
José Martínez Berasáin (1886-Pamplona, 27 de diciembre de 1960) fue un banquero, periodista y político carlista español.

## Biografía
Era director del Banco de Bilbao en Pamplona y presidía el consejo administrativo del periódico tradicionalista El Pensamiento Navarro.
Durante la Segunda República fue presidente de la Junta local carlista de Pamplona y vicepresidente de la Junta regional de Navarra. También presidió el Bloque de Derechas en Navarra. Era asimismo miembro de la Asociación Católica de Padres de Familia, la Asociación Defensora de los Religiosos Vasco-Navarros y «La Cultural Navarra» (sociedad constituida para evitar la sustitución del colegio marista).
Tomó parte activa en los preparativos de la sublevación contra la República de julio de 1936 en estrecha colaboración con el general Mola y fue vicepresidente de la Junta Carlista de Guerra de Navarra presidida por el jefe carlista regional, Joaquín Baleztena. Tras el Decreto de Unificación, José Martínez Berasáin sería el primer jefe provincial del Movimiento Nacional en Navarra.
Tras la Guerra Civil Española, fue uno de los dieciséis firmantes en 1943 de una carta dirigida al general Franco en nombre de la Comunión Tradicionalista, en la que le solicitaban que abandonase el «ensayo totalitario», volviese al «espíritu inicial del Alzamiento» y restaurase la monarquía tradicional española para evitar que España cayese de nuevo en lo que definían como «la falsa "legalidad" democrática del sufragio inorgánico».
Desde 1955 hasta su muerte fue procurador en Cortes por designación de Franco. Formó parte del grupo de tradicionalistas conocido como los «estorilos» —que para Ricardo de la Cierva suponían «el carlismo franquista»—, quienes en 1957 reconocieron al hijo de Alfonso XIII, Don Juan, como rey legítimo de España.
Durante muchos años presidió el Consejo Diocesano de la Adoración Nocturna y desempeñó numerosos cargos públicos. Sería premiado con la Gran Cruz del Mérito Civil.
Fotógrafo aficionado, proporcionó sus fotografías a la revista de Pamplona La Avalancha. Su colección de 400 fotografías, que muestran la Navarra del primer tercio del siglo XX, fue entregada en 2015 al Archivo de Navarra por su nieto Javier Ochoa Martínez.